# إفون موفوكا
إفون موفوكا مواليد 24 أبريل 1972 - الوفاة 10 يناير 2016 في لواندا، كانت لاعبة كرة يد أنغولية. مثلت منتخب أنغولا لكرة اليد للسيدات. شاركت في دورة الألعاب الأولمبية الصيفية سنة 2000.

## سجل المنافسة
شاركت في البطولات التالية:
- الألعاب الأولمبية الصيفية 2000

## روابط خارجية
- إفون موفوكا على موقع اللجنة الأولمبية الدولية (الإنجليزية)
- إفون موفوكا على موقع أوليمبيديا (الإنجليزية)